# Orłynci
Orłynci (ukr. Орлинці, hist. pol. Nowosielica Łabuńska) – wieś na Ukrainie, w obwodzie chmielnickim, w rejonie szepetowskim, w hromadzie Hryców. W 2001 liczyła 372 mieszkańców, spośród których 368 wskazało jako ojczysty język ukraiński, 1 rosyjski, a 3 ormiański.